# 鲁氏 (刁思遵妻)
鲁氏，北魏荥阳人，刁思遵之妻。
十五岁及笄，被刁思遵所聘娶，没有满一个月，刁思遵就去世了。其家同情她年轻守寡，许她改嫁，鲁氏听说，以死自誓不再改嫁。父母不顾她的心愿，经郡诉讼，称刁家吝护寡女，不使她回到娘家。鲁氏与婆母徒步到司徒府，亲自告诉事情的真相。普泰初年，有司奏闻，魏节闵帝下诏：“贞夫节妇，古今同尚，可令本司依式标榜。”